# Second Generation GLobal Imager
Second Generation GLobal Imager (SGLI; с англ. — «Глобальный создатель изображений второго поколения») — комплект оптических многоканальных радиометрических приборов, являющихся единственным научным инструментом японского метеорологического спутника «Сикисай». Инструмент создавался в рамках реализации проекта Global Change Observation Mission, реализуемого Японским агентством аэрокосмических исследований (JAXA), и предназначен для наблюдения за изменениями оптических показателей атмосферы Земли, океанов, растительного и ледового покрова в течение длительного промежутка времени. Первый комплект приборов SGLI был запущен в космос 23 декабря 2017 года в рамках миссии GCOM-C1 («Сикисай»). Планируется запуск второго и третьего комплекта аппаратуры в рамках миссий GCOM-C2 и GCOM-C3 в 2021 и 2025 годах.

## История создания
Работы над инструментом SGLI проводились в рамках проекта GCOM (англ. Global Change Observation Mission). Инструмент проектировался с целью использования на серии космических аппаратов GCOM-C, первый из которых получил имя «Сикисай» («Shikisai», яп. しきさい) или GCOM-C1. Эскизное проектирование SGLI началось в июне 2009 года. Финансирование программы GCOM-C1 было одобрено Комиссией по космической деятельности Японии в декабре 2009 года. В марте 2010 года после успешной защиты проекта началось производство SGLI. В декабре 2013 года проект программы GCOM-C1 прошёл этап критической защиты (англ. Critical Design Review), после чего началось производство космического аппарата. 23 декабря 2017 года «Сикисай» был успешно выведен на орбиту и начался трёхмесячный этап ввода в встрой систем космического аппарата и полезной нагрузки. 12 января 2018 года JAXA опубликовала первые фотографии, сделанные приборами инструмента SGLI. На них были изображены район Канто (Япония) (снимок сделан в 10:30 JST 6 января 2018 года), устье Ганга (снимок сделан в 11:40 JST 3 января 2018 года) и Охотское море, Сахалин и Японский архипелаг (снимок сделан в 10:20 JST 6 января 2018 года).
Инструмент SGLI является дальнейшим развитием инструмента GLobal Imager (GLI), который успешно работал на японском спутнике «Мидори-2» с 14 декабря 2002 по 24 октября 2003 года. Спутник вышел из строя, но инструмент GLI зарекомендовал себя с лучшей стороны. Ключевое отличие SGLI от GLI состоит в том, что более старый инструмент работал с шестью каналами, а более поздний с одиннадцатью, при одинаковом разрешении 250 м.

## Состав и функционирование
Основным разработчиком и изготовителем SGLI являлась японская компания NEC TOSHIBA Space Systems Ltd. Инфракрасные детекторы были изготовлены французской компанией Sofradir.
SGLI состоит из двух приборов: англ. Visible and Near Infrared Radiometer (VNR) и англ. Infrared Scanner (IRS). Радиометр VNR измеряет неполяризованное излучение в видимом и ближнем инфракрасном диапазоне в 11 каналах (от 0,38 до 865,5 мкм) и поляризованное излучение в двух каналах (673,5 и 868,5 нм). Инфракрасный сканер IRS измеряет ближнее инфракрасное излучение в четырёх каналах (1,05, 1,38, 1,63 и 2,21 мкм) и среднее ИК-излучение (10,8 и 12,0 мкм).
| приборы | приборы                            | канал | длина волны | разрешение | объекты наблюдения                                                                                         |
| ------- | ---------------------------------- | ----- | ----------- | ---------- | --- |
| VNR     | канал не поляризованного излучения | VN1   | 380 нм      | 250 м      | аэрозоли, состояние атмосферы, цвет океана, снега и льда                                                   |
| VNR     | канал не поляризованного излучения | VN2   | 412 нм      | 250 м      | растительный покров, аэрозоли, состояние атмосферы, океанические взвеси, снег и лёд                        |
| VNR     | канал не поляризованного излучения | VN3   | 443 нм      | 250 м      | растительный покров, аэрозоли, океанические взвеси, снег и лёд                                             |
| VNR     | канал не поляризованного излучения | VN4   | 490 нм      | 250 м      | цвет океана (хлорофилл-содержащие водоросли и взвеси)                                                      |
| VNR     | канал не поляризованного излучения | VN5   | 530 нм      | 250 м      | растительный покров, цвет океана (хлорофилл-содержащие водоросли)                                          |
| VNR     | канал не поляризованного излучения | VN6   | 565 нм      | 250 м      | цвет океана (хлорофилл-содержащие водоросли, взвешенные вещества, красящие органические вещества)          |
| VNR     | канал не поляризованного излучения | VN7   | 673,5 нм    | 250 м      | растительный покров, аэрозоли, состояние атмосферы, цвет океана                                            |
| VNR     | канал не поляризованного излучения | VN8   | 673,5 нм    | 250 м      | растительный покров, аэрозоли, состояние атмосферы, цвет океана                                            |
| VNR     | канал не поляризованного излучения | VN9   | 763 нм      | 1000 м     | толщина и геометрия облачного покрова                                                                      |
| VNR     | канал не поляризованного излучения | VN10  | 868,5 нм    | 250 м      | растительный покров, аэрозоли, состояние атмосферы, цвет океана, снега и льда                              |
| VNR     | канал не поляризованного излучения | VN11  | 868,5 нм    | 250 м      | растительный покров, аэрозоли, состояние атмосферы, цвет океана, снега и льда                              |
| VNR     | канал поляризованного излучения    | P1    | 673,5 нм    | 1000 м     | растительный покров, аэрозоли, состояние атмосферы, цвет океана, снега и льда                              |
| VNR     | канал поляризованного излучения    | P2    | 868,5 нм    | 1000 м     | растительный покров, аэрозоли, состояние атмосферы, цвет океана, снега и льда                              |
| IRS     | SWIR                               | SW1   | 1050 нм     | 1000 м     | толщина и геометрия облачного покрова, размер частиц                                                       |
| IRS     | SWIR                               | SW2   | 1380 нм     | 1000 м     | облака над ледовым и снежным покровом                                                                      |
| IRS     | SWIR                               | SW3   | 1630 нм     | 250 м      | облака над ледовым и снежным покровом                                                                      |
| IRS     | SWIR                               | SW4   | 2210 нм     | 1000 м     | толщина и геометрия облачного покрова, размер частиц                                                       |
| IRS     | TIR                                | T1    | 10,8 мкм    | 250 м      | температура поверхности Земли, океана, снега и льда, обнаружение пожаров и изменения водной растительности |
| IRS     | TIR                                | T2    | 12,0 мкм    | 250 м      | температура поверхности Земли, океана, снега и льда, обнаружение пожаров и изменения водной растительности |

### Visible and Near Infrared Radiometer
Радиометр англ. Visible and Near Infrared Radiometer (VNR, VNIR) имеет размеры 1,3 м на 1,7 м, вес 290 кг и максимальную потребляемую мощность 400 Вт. VNR позволяет получать информацию по одиннадцати неполяризованным каналам (NP) и трём поляризованным (PL). NP-каналы объединены в три телескопа рефрактора с фокусным расстоянием 24 см. Телескопы расположены поперёк движения спутника для обеспечения угла обзора 70°. Такой широкий угол позволяет охватывать на поверхности Земли полосу шириной 1150 км. В каждом телескопе изображение проецируется на 12-битную 11-канальную ПЗС-матрицу. Разделение изображения для каждого из каналов обеспечивается полосовыми фильтрами. Разрешение системы составляет 250 м. Каждый из NP-детекторов сделан на основе 2000-пиксельной ПЗС-матрицы.
Три поляризационных канала работают с углами поляризации 0°, 60° и 120°. Для наблюдения за аэрозолями в атмосфере Земли телескопы поляризационных каналов могут отклоняться на ±45° вокруг оси Y ориентации орбитальной платформы. Наблюдаемый угол рассеивания отражённого аэрозолями излучения рассчитывается исходя из положения спутника на орбите, положения Солнца относительно Земли и угла наблюдения. Каждый из PL-детекторов сделан на основе 1000-пиксельной ПЗС-матрицы.
Для поддержания стабильного уровня получаемых данных прибор VNR регулярно проводит калибровку оборудования. Для этого используется спектралоновый диффузор солнечного света и бортовой светодиодный эталонный источник света. Кроме этого раз в 29 дней проводится манёвр спутника для калибровки прибора по Луне.

### Infrared Scanner
При реализации прибора англ. Infrared Scanner (IRS) была использована схема англ. Whiskbroom — небольшое количество детекторов и сканирующее зеркало, передающее излучение на детекторную матрицу. Детекторы инфракрасного излучения были изготовлены компанией Sofradir на основе HgCdTe-матрицы.
Инфракрасный сканер работает в четырёх каналах SWIR и двух каналах TIR:
| Канал | Длина волны λ | Δλ       | Разрешение |
| ----- | ------------- | -------- | ---------- |
| SWIR1 | 1,05 мкм      | 0.02 мкм | 1000 м     |
| SWIR2 | 1,38 мкм      | 0.02 мкм | 1000 м     |
| SWIR3 | 1,63 мкм      | 0.2 мкм  | 250 м      |
| SWIR4 | 2,21 мкм      | 0,05 мкм | 1000 м     |
| TIR1  | 10.8 мкм      | 0,74 мкм | 500 м      |
| TIR2  | 12,0 мкм      | 0,74 мкм | 500 м      |

Вектор наблюдения прибора направлен в надир относительно ориентации спутника. Зеркало прибора колеблется в диапазоне ± 45° с частотой 81 колебание в минуту. Это обеспечивает угол обзора прибора 80°, что даёт ширину обзора на поверхности Земли 1400 км. В каждом цикле сканирования существует этап сканирования калибратора состоящего из чёрного тела, рассеивателя солнечного излучения и внутреннего источника света. Подобное решение повышает точность детекторов. Излучение фокусируется на фокальную плоскость телескопом созданный по схеме Ричи — Кретьена. Апертура телескопа 170 мм, фокусное расстояние 448 мм, диафрагма F/2.64.
Во всех четырёх каналах SWIR используются детекторы на основе InGaAs-матрицы, охлаждённых до −30 °C элементами Пельтье. Для каналов TIR используются HgCdTe-матрица, охлаждённая до −218 °C с помощью холодильника работающего по циклу Стирлинга. Одним из важных условий штатного функционирования IRS является калибровка прибора. Калибратор для каналов SWIR состоит из солнечного рассеивателя, светодиодного и галогенового источников света, а также «чёрного тела». Рассеиватель изготовлен из спектралона. В положении TIR-«калибровка» отслеживается температура чёрного тела с коэффициентом поглощения 0,98 и температура открытого космоса. В положении SWIR-«калибровка» отслеживаются показатели рассеянного солнечного излучения, излучение светодиодного и галогенового источников излучения, а также температура открытого космоса. Эти калибровки проводятся еженедельно. Раз в 29 дней проводится калибровка по Луне и раз в год по Солнцу. Для этих калибровок космический аппарат «Сикисай» разворачивается соответствующим образом, для чего имеет на борту 135 килограммов топлива.
Зеркало прибора, весом 1,1 кг, изготовлено из алюминия и имеет восьмигранную форму. Отражающая поверхность имеет коэффициент отражения более 84 % и коэффициент поляризации менее 1,4 %.
Габариты прибора IRS 0,6 на 1,4 м, вес 193 кг и максимальная потребляемая мощность 400 Вт.

## Комментарии
1. ↑  англ. Visible and Near Infrared Radiometer — радиометр видимого и ближнего инфракрасного излучения
2. ↑  англ. Infrared Scanner — инфракрасный сканер
3. ↑  англ. Short-wavelength infrared — коротко-волновое инфракрасное излучение
4. ↑  англ. Thermal infrared — тепловое инфракрасное излучение
5. ↑  Индий+Галлий+Мышьяк
6. ↑  Ртуть+Кадмий+Теллур